# ちとせモール
ちとせモールは北海道千歳市勇舞に所在する商業施設。

## 概要

### イトーヨーカドー千歳店
千歳市勇舞土地気区画整理組合が開発し、セントラルリーシングシステムが土地取得。ゆうまいタウンプラザの核テナントとして2000年11月1日にイトーヨーカドー千歳店が開店。
2005年11月、中央三井信託銀行が信託受託者となり、キャピタモールズ・ジャパンに土地建物を売却。
2008年6月、イトーヨーカドー千歳店が撤退を検討し、イトーヨーカドーの幹部が市や商工会議所を訪れて説明。周辺人口が思うように伸びなかったことに加え、2005年に千歳アウトレットモール・レラ、イオン苫小牧ショッピングセンターが相次いでオープン。競争が激しくなり、特に衣料品関係の売り上げが落ち込んだため。
2008年8月、千歳市は､イトーヨーカドー千歳店の存続を求める要望書を､市議会､千歳商工会議所の三者連名でイトーヨーカ堂に提出｡閉店方針の再考を求めた｡2008年9月10日には、周辺の3つの町内会が営業継続を求める要望書を提出したが、店側は閉店方針に変わりのないことを説明。
9月17日、千歳市は､営業存続の要望を断念し､後継店の確保を求めることに方針転換｡
2009年2月28日に閉店。

### ちとせモール
2009年4月24日、1階にスーパーアークスが開店。
2010年11月、三菱UFJ信託銀行が信託受託者となり、2015年4月1日、ちとせモールの土地建物をキャピタモールズからラルズが取得。
2018年10月7日、2階にディノスパークちとせモールが開店。
2024年12月6日、THREEPPYがオープンし、ダイソーもリニューアルオープン。

## 沿革

### イトーヨーカドー千歳店
- 2000年11月1日 - 開店
- 2009年2月28日 - 閉店

### ちとせモール
- 2009年4月24日 - スーパーアークスが開店
- 2018年10月7日 - ディノスパーク[注釈 2]が開店
- 2024年12月6日、THREEPPYオープン[14][15]

## フロアとテナント
出典:フロアガイド

### テナント
1階
- スーパーアークス
- サンドラッグ
- ベーカリーグランシャリオ
- チャンスセンター
- おたからや
- ラルズ カジュアル衣料＆寝具
- もりもと
- メガネサロン ルック
- ソフトバンク
- ドコモショップサテライト
- フラワーショップいしざか
- ほけんYesNoナビ
- エンパイアー
- 札幌練成会

2階
- メガアウトレット
- GiGO[注釈 2]
- ダイソー
- THREEPPY
- スタジオアリス

### 過去のテナント
1階
- アカシア書房 - 2024年1月31日閉店。
「炎の転校生」や「アオイホノオ」などで知られる漫画家、島本和彦が社長を務めるアカシアが運営していた[17]。
- アスビーファム - 2025年5月11日閉店[18]。

## アクセス
鉄道
- 北海道旅客鉄道（JR北海道）千歳線「長都駅」から徒歩で約5分

バス
- 北海道中央バス「アークス長都店」千歳相互観光バス、道南バス「アークス前」、バス停下車